# Malacky
Malacky (en alemán: Malatzka; en húngaro: Malacka) es una ciudad de Eslovaquia, capital de Distrito de Malacky en las subdivisiones de Eslovaquia en la Región de Bratislava.

## Demografía
| Año        | 1994   | 2004    | 2014    | 2024    |
| ---------- | ------ | ------- | ------- | ------- |
| Población  | 17 753 | 17 858  | 17 135  | 18 810  |
| Diferencia |        | +0,59 % | −4,04 % | +9,77 % |

| Año        | 2023   | 2024    |
| ---------- | ------ | ------- |
| Población  | 18 804 | 18 810  |
| Diferencia |        | +0,03 % |